# Ornella Porchia
Ornella Porchia (* 15. Dezember 1966 in Chivasso) ist eine italienische Rechtswissenschaftlerin und Hochschullehrerin. Sie ist Richterin am Gericht der Europäischen Union.

## Leben und Wirken
Porchia studierte Rechtswissenschaften an der Universität Turin, wo sie 1991 ihren Abschluss machte. Ab 1994 arbeitete sie in Turin als Rechtsanwältin. 1996 wurde sie von der Università Commerciale Luigi Bocconi zur Dr. iur. promoviert. Anschließend kehrte sie an die Universität Turin zurück, wo sie ab 1997 zunächst als Assistenzprofessorin, ab 2002 als beigeordnete Professorin für Internationales Recht und ab 2007 schließlich als ordentliche Professorin für Unionsrecht tätig war. In ihrer Funktion als ordentliche Professorin war sie zusätzlich von 2010 bis 2014 Mitglied des Wissenschaftlichen Dienstes des Corte costituzionale und anschließend von 2014 bis 2019 Rechtsberaterin bei der Ständigen Vertretung Italiens bei der Europäischen Union.
Porchia wurde am 26. September 2019 zur Richterin am Gericht der Europäischen Union ernannt. Seit dem 19. September 2022 ist sie Präsidentin der Zehnten Kammer.
Als Wissenschaftlerin liegen ihre Forschungsschwerpunkte im Unionsrecht und im internationalen Recht, wozu sie zahlreiche Schriften veröffentlicht hat. Darüber hinaus ist sie Mitglied einiger Institutionen, unter anderem der Accademia delle Scienze di Torino und des European Law Institute.

## Schriften (Auswahl)
- Il procedimento di controllo degli aiuti pubblici alle imprese tra ordinamento comunitario e ordinamento interno. Jovene, Neapel 2001.
- Principi dell’ordinamento europeo. La cooperazione pluridirezionale. Zanichelli, Bologna 2008.